# Bryohumbertia filifolia
Bryohumbertia filifolia är en bladmossart som beskrevs av G. Frahm 1982. Bryohumbertia filifolia ingår i släktet Bryohumbertia och familjen Dicranaceae. Inga underarter finns listade i Catalogue of Life.